# ککلیک‌آباد
ککلیک‌آباد ، روستایی از توابع بخش مرکزی شهرستان سروآباد در استان کردستان ایران است.
معروف ترین چهره این روستا شیخ محمد عبدالله می‌باشد.

## جمعیت
این روستا در دهستان ژریژه قرار دارد و براساس سرشماری مرکز آمار ایران در سال ۱۳۸۵، جمعیت آن ۱۸۴ نفر (۴۷خانوار) بوده‌است.